# الأسس (لغة برمجة)
الأُسُسْ (بالإنجليزية: Alusus)‏، هي لغة برمجة مفتوحة المصدر[محل شك] صُمّمت لتكون لغة شاملة يمكن استخدامها لبناء أيّ برنامج كان مهما كان اختصاصه أو بيئة عمله أو طريقة تنفيذه، وهذه الشّموليّة تتطلّب تصميم قواعد اللّغة بناءً على معايير فلسفيّة بدل المعايير العمليّة المبنيّة على بيئة عمل أو مجال محدّد، وجعلها لغة قابلة للتطوير من قبل المستخدم أو المجتمع بدلًا من حصر عمليّة التطوير في فريق محدّد، إضافة إلى تمكين المبرمج من الوصول إلى المترجم نفسه والتّحكّم فيه. كذلك فإنّ عمليّة التطوير يجب أن تكون ممكنة دون الحاجة لإعادة بناء المترجم.

## أمثلة

### أمثلة بالعربيَّة
- أهلًا بالعالم.

```
اشمل "عامة.أسس"؛

عرّف أهلا_بالعالم : حزمة {
  عرّف إبدأ : دالّة () => العدد_الصحيح {
  اطبع("أهلا بالعالم\ج")؛
  أرجع 0
  }
}؛

نفّذ أهلا_بالعالم؛
```

- أعداد فيبوناتشي.[6]

```
اشمل "عامة.أسس"؛

عرّف مصفوفات_الفيبوناشي : حزمة {
  عرّف إبدأ : دالّة () {
    عرّف ا : العدد_الصحيح؛

    // إنشاء مصفوفة تحتوي على سلسلة فيبوناشي.
    عرّف مصفوفة_اختبار : مصفوفة[العدد_الصحيح، 10]؛
    مصفوفة_اختبار[0] = 1؛
    مصفوفة_اختبار[1] = 1؛

    لكل (ا = 2، ا < 10، ا = ا+1) {
      مصفوفة_اختبار[ا] = مصفوفة_اختبار[ا-1] + مصفوفة_اختبار[ا-2]؛
    }؛

    // اطبع عناصر المصفوفة.
    لكل (ا = 0، ا < 10، ا = ا+1) {
      اطبع("%d\ج"، مصفوفة_اختبار[ا])؛
    }؛

    أرجع 0
  }
}؛

نفّذ مصفوفات_الفيبوناشي
```

### أمثلة بالإنكليزيَّة
- أهلًا بالعالم.[6]

```
import "common.alusus";

def HelloWorld : module {
    def main : function() => Int {
    print("Hello World!\n");
    return 0;
    };
};

run HelloWorld;
```

- أعداد فيبوناتشي.[6]

```
import "common.alusus";

def ArraysFibonacci : module {
    def main : function() {
        def i : Int;

        // Generates an array whose elements contains Fibonacci sequence.
        def testArray : ary[Int, 10];
        testArray[0] = 1;
        testArray[1] = 1;

        for (i = 2, i < 10, i = i+1) {
            testArray[i] = testArray[i-1] + testArray[i-2];
        };

        // Prints the elements of the array.
        for (i = 0, i < 10, i = i+1) {
            printf("%d\n", testArray[i]);
        };
    }
};

run ArraysFibonacci;
```

## الإصدارات
صدر عن اللُّغة عدّة إصدارات هي كالتالي:
- 0.3.0

بتاريخ 2018-09-26م الموافق 1440-01-16هـ
- 0.2.1

بتاريخ 2015-11-28م الموافق 1437-02-16هـ
- 0.2.0

بتاريخ 2015-04-27م الموافق 1436-07-08هـ
- 0.1.0

بتاريخ 2014-03-29م الموافق 1435-05-28هـ

## طالع أيضًا
- لغة ج
- لغات برمجة عربية
- لغات برمجة غير إنجليزية
- قائمة لغات البرمجة كائنية التوجه

## روابط خارجيّة
- إطلاق أول إصدار من لغة الأسُس البرمجية.
- كتابة البرامج بالعربية أو الإنجليزية باستخدام لغة الأسُس.